# Аленка Братушек
Аленка Братушек (словен. Alenka Bratušek; Цеље, 31. март 1970) словеначка је политичарка и премијер Словеније од 20. марта 2013. године до 18. септембра 2014. године. Прва је жена-премијер Словеније.

## Образовање
Рођена је 1970. године у Цељу. Завршила је Факултет природних наука и технологије универзитета у Љубљани, након чега је магистрирала на Факултету социјалних наука. После тога је шест година била на челу Директората за државни прорачун у министарству финансија.
Марта 2013. анонимном дојавом је била оптужена да је плагирала део магистарског рада, након чега је њен факултет покренуо истрагу.

## Политичка каријера
Године 2008. се безуспешно кандидовала за словеначку скупштину. На парламентарним изборима 2011. била је изабрана на листи Позитивне Словеније. Од 2011. је председница скупштинског Комитета за контролу прорачуна.
Братушекова је 13. јануара 2013. изабрана за председницу Позитивне Словеније, након што је ову функцију напустио њен претходник Зоран Јанковић због истрага око оптужби за корупцију.

### Премијерка
Дана 27. фебруара 2013, Аленка Братушек одабрана је да формира нову словеначку владу. Функцију премијерке званично је преузела 20. марта.

## Породица
Тренутно живи у Крању. У браку је и има сина и ћерку.